# Nowe (stacja kolejowa)
Nowe – nieczynna stacja kolejowa w Nowem, w województwie kujawsko-pomorskim, w Polsce.
Pierwsza koncepcja budowy linii kolejowej pomiędzy Nowem a Twardą Górą pojawiła się na początku roku 1881.
Na stacji znajdowała się jedno-stanowiskowa lokomotywownia, która np. w 1941 jako Lokbf Neuenburg  podlegała Zakładowi Kolejowemu Bydgoszcz Gł. (Bw Bromberg Hbf). Rozebrana w połowie lat 80.